# Szavazási paradoxon
A szavazási paradoxon (vagy Condorcet-paradoxon vagy választási paradoxon) Nicolas de Condorcet által a 18. században megfigyelt szituáció, melyben a kollektív választási preferenciák ciklikusak (tehát nem tranzitívak), még ha az egyéni választási preferenciák nem is azok. Ez egy paradoxon, hiszen ez azt jelenti, hogy a többség akaratai egymásnak ellentmondanak.
Példaként vegyünk három jelöltet: A-t, B-t és C-t, valamint három szavazót az alábbi preferenciákkal:
| 1. szavazó: | {\displaystyle C\rightarrow B\rightarrow A} |
| 2. szavazó: | {\displaystyle A\rightarrow C\rightarrow B} |
| 3. szavazó: | {\displaystyle B\rightarrow A\rightarrow C} |

(Itt például a „{\displaystyle B\rightarrow A}” azt jelöli, hogy A szimpatikusabb jelölt B-nél.)
Ha ebből a helyzetből C kerül ki győztesen, akkor azt mondhatnánk, B-nek kellett volna nyernie, hiszen ketten is B-t preferálják C-hez képest, míg a fordítottja csak egy szavazóra igaz. Ugyanezen érvelés alapján A B-hez képest preferált, C pedig A-hoz képest, ami azt jelenti, hogy egyik jelöltet sem tekinthetjük egyértelműen győztesnek. (Lásd az alábbi táblázatot)
|                                 | Kérdések                        | Kérdések                        | Kérdések |
| {\displaystyle B\rightarrow A?} | {\displaystyle C\rightarrow B?} | {\displaystyle A\rightarrow C?} |          |
| ------------------------------- | ------------------------------- | ------------------------------- | -------- |
| 1. szavazó véleménye            | igen                            | igen                            | nem      |
| 2. szavazó véleménye            | nem                             | igen                            | igen     |
| 3. szavazó véleménye            | igen                            | nem                             | igen     |
| Többségi vélemény               | igen                            | igen                            | igen     |

Ha ugyanezen preferenciák mellett tartanának egy szavazást, ahol a legtöbb (első) szavazatot kapó jelölt nyerne, akkor sem lenne győztes, hiszen mindenkire egy szavazat esne. Azonban a Condorcet-paradoxon azt szemlélteti, hogy a választó, aki csökkenteni tudja a választási alternatíváit, tulajdonképpen irányíthatja a választást. Például ha az első két szavazó ragaszkodik az első választásához (A-hoz, illetve B-hez), viszont a 3. szavazó kész lemondani arról, hogy C-re szavazzon, akkor A és B közül választhat és ezáltal ő határozhatja meg a nyertes személyét.
Amikor a Condorcet-módszerrel határozzák meg egy választás győztesét, a Condorcet-paradoxon fellépése azt jelenti, hogy a választásnak nincs Condorcet-győztese. A Condorcet-módszernek több variánsa létezik attól függően, miképp oldják fel az ilyen cirkuláris paradox helyzeteket a győztes meghatározására. Azonban a példaként választott szituációban nem lehetne győztest hirdetni, hiszen mindegyik jelölt ugyanabban a szimmetrikus helyzetben van. A szavazatok számának növekedésével a paradoxon előfordulásának valószínűsége csökken (ahogy az X-elős választások során is kialakulhat holtverseny: melynek valószínűsége szintén csökken több szavazat esetén).